# Ivan Lacković Croata
Ivan Lacković Croata (Batinske, 1. siječnja 1932. – Zagreb, 29. kolovoza 2004.) bio je istaknuti hrvatski likovni umjetnik, predstavnik hrvatskog naivnog slikarstva, kolekcionar i bibliograf.

## Životopis
Ivan Lacković Croata rodio se u podravskom mjestu Batinske nedaleko od Kalinovca u težačkoj obitelji. 
Po završetku pučke škole radi na poljoprivredi, a potom se zapošljava kao šumarski radnik. 
Bio je samouk slikar. Prve slike naslikao je 1944. godine vodenim bojama, a u njima prirodno izlaže doživljaje prirode i života na selu.
Godine 1952. izrađuje prve crteže, a preseljenjem u Kloštar Podravski, gdje živi od 1954. do 1957. godine, nastaju njegove prve slike.
Godine 1957. seli u Zagreb, gdje radi kao poštar, a nakon što je završio večernju školu postaje poštanski službenik.
U Zagrebu 1962. godine upoznaje Krstu Hegedušića i povremeno radi u njegovoj majstorskoj radionici. U to vrijeme počinje i izlagati. Godine 1968. napušta zagrebačku poštu i profesionalno se bavi slikarstvom. Tada postaje slobodni umjetnik čija djela javnost upoznaje na brojnim izložbama u Hrvatskoj i svijetu.
Postaje članom Hrvatskog društva likovnih umjetnika (HDLU). Izlaže po cijeloj tadašnjoj Jugoslaviji, najviše u Hrvatskoj, te u mnogim zemljama Europe, Azije, Afrike, Amerike i Australije, na skupnim i samostalnim izložbama. Njegove slike i crteži nalaze se u mnogim uglednim svjetskim galerijama i privatnim zbirkama. Bio je iskren hrvatski rodoljub. Kao pripadnik Zbora narodne garde branio je mladu hrvatsku državu, a bio je i zastupnik Grada Zagreba u oba saziva Županijskog doma Hrvatskog sabora, kao nezavisni zastupnik, iako je oba puta izabran na listi HDZ-a i bio je član Kluba zastupnika HDZ-a. 
Ivan Lacković Croata slikao je uljem na staklu, tradicionalnom tehnikom hrvatskih naivnih umjetnika sjevernih krajeva. Najčešće je crtao pejzaže, figuralne kompozicije, cvijeće i mrtve prirode. Portreti su vrlo rijetki. Na bijeloj plohi papira osnovno njegovo izražajno sredstvo bila je linija, bogata i razvedena do krajnjih mogućnosti. U pejzažima je crtao prikaze zbivanja iz seoskog života; pričao je o ljudima koji su se slučajno pojavili samo u prolazu, dok sve oko njih ostaje nepromjenjivo.
U opusu radova iz 90-ih je niz crteža s temama ljudske patnje iz Domovinskog rata.
Umro je od srčanog udara u Zagrebu 29. kolovoza 2004.

## Spomen
- Galerija Batinske - Ivan Lacković Croata[1]
- Osnovna škola Ivan Lacković Croata Kalinovac[2]

## Vanjske poveznice
- Galerija Ivan Lacković Croata dravskipeski.hr